# Taki Hironori
Hironori Taki (sinh ngày 7 tháng 6 năm 1986) là một cầu thủ bóng đá người Nhật Bản.

## Sự nghiệp câu lạc bộ
Hironori Taki đã từng chơi cho Japan Soccer College và Fagiano Okayama.